# 유중 (선처원후)
유중(劉衆, ? ~ ?)은 전한 후기의 제후로, 중산강왕의 손자이다.

## 행적
지절 3년(기원전 67년), 아버지 유장의 뒤를 이어 선처후(宣處侯)에 봉해졌다.
시호를 원(原)이라 하였고, 후사를 남기지 못하고 봉국이 폐지되었다.

## 출전
- 반고, 《한서》 권15하 왕자후표 下

| 선대 아버지 선처절후 유장 | 전한의 선처후 기원전 67년 ~ ? | 후대 (봉국 폐지) |